# Osogbo

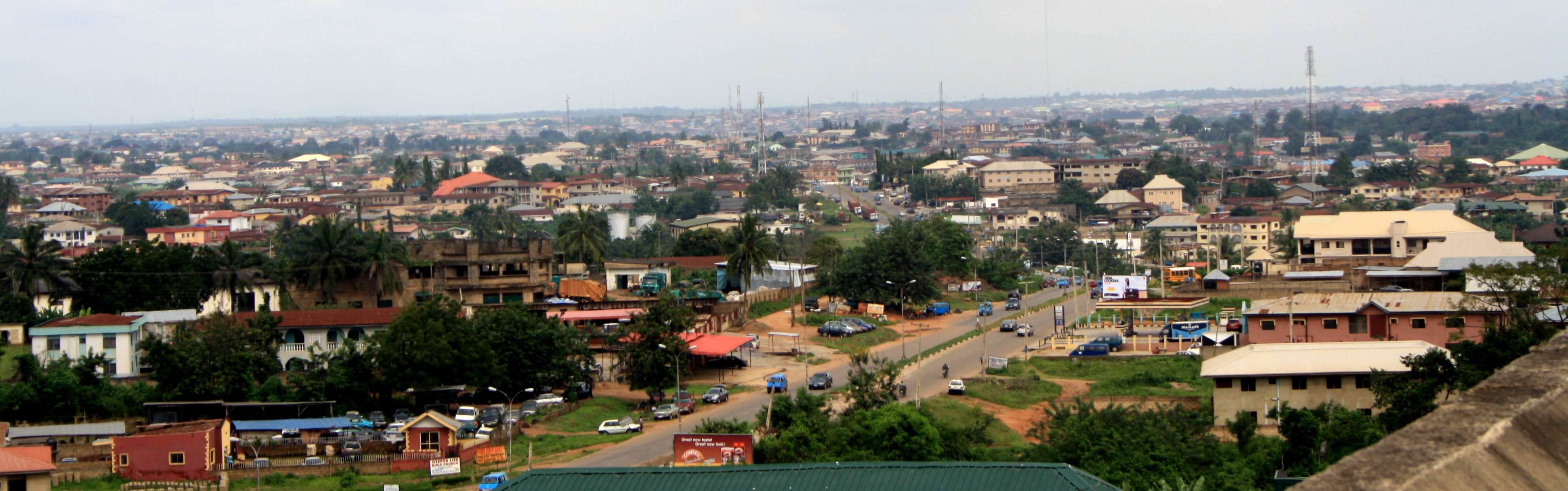
Osogbo (2015)

Osogbo (alternativt Oshogbo) är en stad i sydvästra Nigeria, cirka 80 kilometer nordost om Ibadan, vid Nigerfloden. Den är administrativ huvudort för delstaten Osun och har ungefär 400 000 invånare (2006). Staden är ett handelscentrum i ett jordbruksdistrikt, och här finns kakaoförädling, tygfärgning och bryggerier. Osogbo är ett viktigt konstcentrum i Västafrika, och i och utanför staden finns många religiösa monument.